# Jacek Dukaj
Jacek Józef Dukaj (n. 30 iulie 1974, Tarnów, voievodatul Polonia Mică, Polonia) este un scriitor polonez de literatură științifico-fantastică și de fantezie. A primit numeroase premii literare, inclusiv Premiul Uniunii Europene pentru Literatură și Premiul Janusz A. Zajdel.

## Carieră

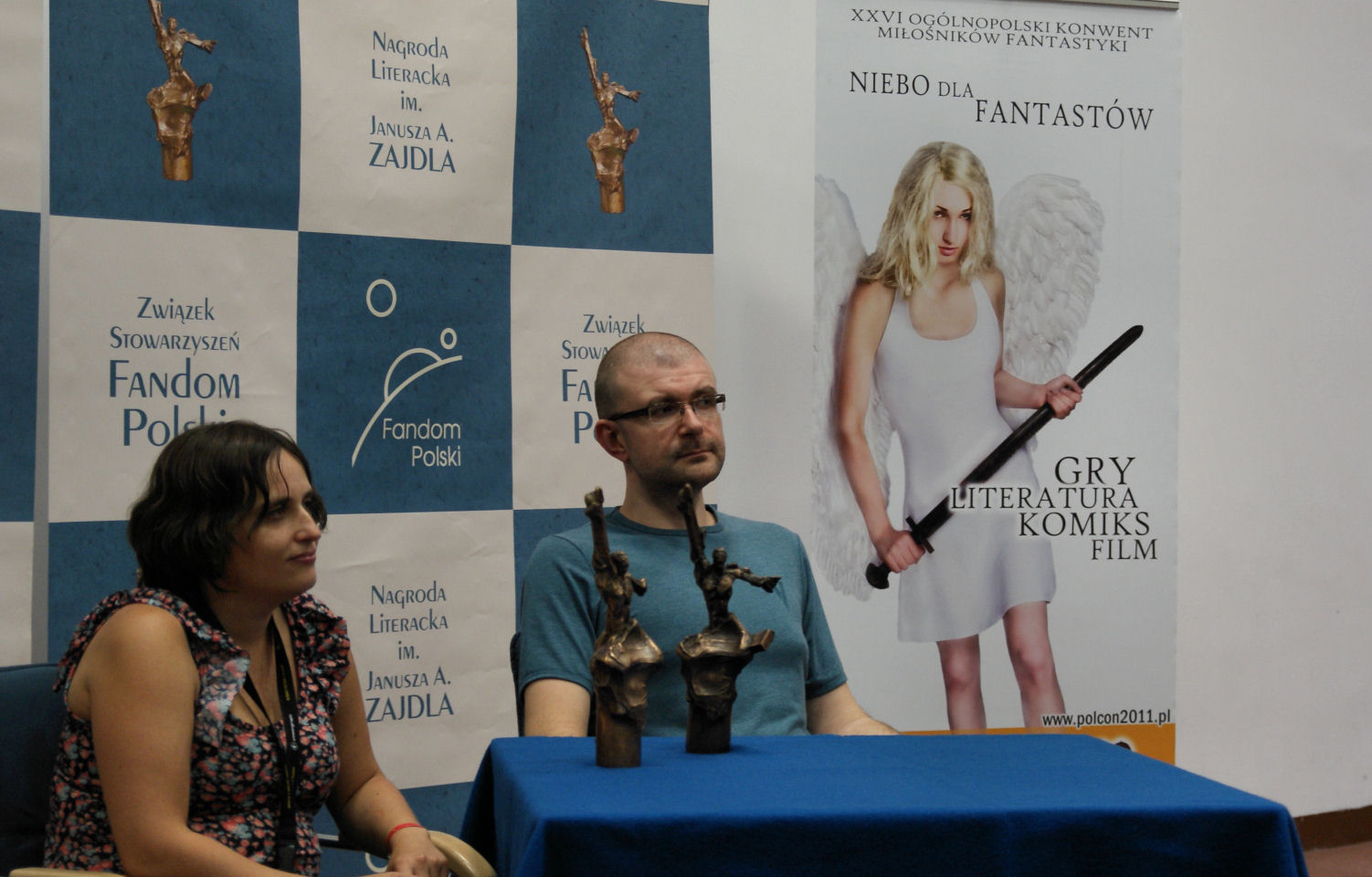
Jacek Dukaj și Anna Kańtoch - laureați ai premiilor Janusz A. Zajdel din 2010

Dukaj a studiat filozofia la Universitatea Jagiellonă. Prima povestire științifico-fantastică pe care a citit-o a fost Investigația de Stanisław Lem, care l-a inspirat să scrie propriile povestiri în acest gen. A debutat cu succes la 16 ani cu o povestire scurtă Złota Galera (Galera de aur).  
A câștigat Premiul Janusz A. Zajdel în 2001 pentru romanul său Czarne oceany (Oceane Negre), în 2003 pentru romanul său Inne pieśni (Diferite cântece), în 2004 pentru romanul său Perfekcyjna niedoskonałość (Imperfecție ideală), în 2007 pentru romanul Lód (Gheață) și în 2000 pentru povestirea Katedra (Catedrala). Un film de scurt metraj de animație a fost realizat de Tomasz Bagiński pe baza acestei povestiri, film care a fost nominalizat la premiul Oscar în 2003. 
Povestirile sale au fost traduse în limba engleză, germană, rusă, cehă, slovacă, macedoneană, maghiară, italiană, bulgară. Prima sa povestire, „Galera de aur”, a fost tradusă în engleză de Wiesiek Powaga și publicată în The Dedalus Book of Polish Fantasy.
Dukaj este cunoscut pentru complexitatea cărților sale și se spune adesea că o singură povestire scurtă a lui Dukaj conține mai multe idei decât au pus alți scriitori în cărțile lor de-a lungul întregii vieți. Temele populare din lucrările sale includ singularitatea tehnologică, nanotehnologia și realitatea virtuală, astfel încât cărțile sale pot fi adesea clasificate ca hard science fiction. Printre scriitorii săi preferați se numără scriitorul australian Greg Egan, iar cărțile lui Dukaj seamănă oarecum cu cele ale lui Egan sau cu cele ale lui David Brin, iar stilul său este la fel de „literar” ca al unui scriitor de „hard science fiction”. 

### Romane
- Xavras Wyżryn (publicat de editura SuperNOWA în 1997, conține două romane scurte - Xavras Wyżryn și Zanim noc) 
  - Zanim noc (Înainte de noapte) (roman scurt din Xavras Wyżryn )

În timpul celui de-al doilea război mondial, un colaborator polonez este schimbat de o casă bântuită, devenind astfel o entitate care poate trece în a patra dimensiune. 
- Aguerre w świcie (Aguerre în zori) (roman scurt în antologia Wizje Alternatywne 3, Solaris 2001 și reeditat în Król Bólu, Wydawnictwo Literackie, 2010)
- Czarne oceany (Oceane Negre) (SuperNOWA 2001)

La mijlocul secolului al XXI-lea, un eveniment asemănător cu singularitatea tehnologică are loc brusc, Pământul fiind transformat într-o lume bizară. 
- Córka łupieżcy (Fiica jefuitorului) (roman scurt în antologia Wizje Alternatywne 4, Solaris 2002).

Fiica unui arheolog este forțată să se ascundă în Oraș - un oraș extraterestru nelocuit, multidimensional, care pare a fi „esența tuturor orașelor”. 
- Extensa  (Wydawnictwo Literackie 2002)

Într-o lume a singularității post-tehnologice, unii oameni au ales să rămână neschimbați și să fie „doar oameni”. Aceasta este o poveste a unuia dintre ei. 
- Inne pieśni (Alte cântece) (Wydawnictwo Literackie 2003)

Într-un Pământ alternativ, oamenii pot schimba realitatea cu gândurile lor. Pământul este împărțit în mai multe imperii, fiecare controlat de un kratistos - un fost om cu abilități de semizeu, care s-a dovedit a avea mintea cea mai puternică și este capabil să distrugă realitatea din domeniul său. Când Pământul este atacat de extratereștri, un fost nimeni, negustor, pornește pe un drum pentru a deveni ceva mai mult. 
- Perfekcyjna niedoskonałość (O imperfecțiune ideală) (Wydawnictwo Literackie 2004)

Un astronaut al secolului al XXI-lea este reînviat câteva secole mai târziu, într-o lume cu o singularitate post-tehnologică. Fiind prima parte dintr-o trilogia planificate, această carte descrie modul în care este prins în pânza unei intrigi trans-galactice. Într-o lume în care universurile dedicate evoluează doar pentru a crea arme mai puternice, poate un om normal să devină altceva decât o jucărie a unei ființe mult mai inteligente? 
- Gheață (Lód) (Wydawnictwo Literackie 2007)

Istorie alternativă în care nu a avut loc Primul Război Mondial. În 1924, Polonia se află încă sub dominația Rusiei. Benedykt Gierosławski, matematician talentat, dar și jucător compulsiv a fost trimis în Siberia, pentru a-l readuce în țară pe tatăl său. Se spune că acesta este legat cumva de Iute, îngerii înghețului. 
- Wroniec (The Crowe) (Wydawnictwo Literackie 2009)

Poveste ilustrativă despre Legea marțială din Polonia (1981), povestită din perspectiva băiețelului, un fel de versiune mai întunecată a lucrării Alice în Țara Minunilor, dar care are în istoria Poloniei, cu ajutorul cuvintelor sălbatice, rime, melodii etc. 
- Science Fiction (în antologia Science Fiction, Powergraph 2011)

Povestea are loc pe trei nivele: nivelul A este despre Edward Caldwell, un scriitor de hard science-fiction din viitorul apropiat, care locuiește la Londra, co-finanțator al unei companii de software care produce aplicații de „etică”, a cărei iubită lucrează în Brazilia pentru Gates Foundation la „convertorul social universal”; între timp, Caldwell scrie un roman science-fiction, iar capitolele din romanul său reprezintă nivelul B: povestea marțienilor (descendenți îndepărtați, în evoluție automată a coloniștilor umani de pe Marte) care s-au întors pe Pământ la câteva secole după distrugerea întregii civilizații umane pe Pământ de Matematici: numele unui progres auto-propulsiv care ocolește Singularitatea tehnologică; Marțienii sunt individualiști absoluți, fiecare fiind un stat independent, cu propriile legi și politică, iar pentru a interacționa unul cu celalalt au nevoie de judecători, unul dintre aceștia fiind principalul erou de aici, trimis sa descopere ce a declanșat Matematicile în secolul al XXI-lea; iar povestea pe care Judecătorul o descoperă este cea care reprezintă nivelul C: istoria explorării spațiului îndepărtat din secolul al XXI-lea prin intermediul simulării și evoluției interne a computerului bazate pe schimbarea datelor externe; unul dintre oamenii de știință de acolo se joacă cu parametrii lumii sale interioare care duce direct înapoi la nivelul A, creând astfel o buclă structurală. Cu toate acestea, unele indicii ascunse în text permit o interpretare mai complicată: o structură tip banda lui Möbius sau o spirală infinită. Temele principale ale lucrării „Science Fiction” sunt: auto-referința, simbolismul poeziilor lui T. S. Eliot, singurătatea absolută ca urmare a libertății absolute. Ca fundație științifică, Dukaj folosește aici dovezi din Limitele fizice ale inferenței de David H. Wolpert și teoria lui Umwelt (creată de Jakob Johann von Uexküll). Nivelul A este scris ca stil asemănător lucrărilor lui J. M. Coetzee, nivelul B - în stilul SF-ului de construcție mondială barocă, nivelul C - în stilul uscat al hard SF-ului lui Egan sau Chiang. 
- Starość aksolotla (Old Axolotl) (Allegro 2015)

Radiația asemănătoare cu cea a neutronilor din cosmos lovește Pământul, ucigând instantaneu toate organismele vii dintr-o singură emisferă; persoanelor de pe cealaltă emisferă le-au mai rămas maxim 12 ore, iar unele dintre ele reușesc să utilizeze gadgeturi de jocuri pentru a se neuro-scana în copiile digitale imperfecte. După Exterminare, singura cale pentru ca cei transformați să se simtă din nou ca oameni este să folosească diverse mech-uri și roboți ca pe niște „corpuri de oțel”. Astfel apare o nouă umanitate și o odisee nostalgică de 300 de ani a lui Bart, ultimul specialist în hardware într-o lume în care „doar hardware-ul a mai rămas”. 
- Imperium chmur (Imperiul norilor) (în antologia Inne swiaty, SQN 2018)

Un roman / nuvelă de 200 de pagini. Stilul și structura sa se bazează pe principii ale poeziei japoneze, în special „kireji” - haiku clasic. Acțiunea din Imperiul norilor are loc în Japonia din perioada Meiji, împăratul Meiji fiind unul dintre personaje. Însă protagonistul principal este o tânără fată, Kiyoko din insula Hokkaido, o orfană care a învățat limbile occidentale și a fost instruită în tehnica specială de cercetare logo-grafică. Romanul tratează în primul rând „semiotica obiectivă”: modul în care relațiile diferite dintre semne cu realitatea se deformează și ne îmbogățesc percepția asupra realității și posibilitatea ca sistemul de scriere în sine să poată genera unele cunoștințe excedentare (de exemplu, adevăruri științifice). Cursul istoriei în Imperiul norilor este schimbat la nivel meta-literar, prin „contopirea” acesteia cu lumea celebrului roman polonez Lalka (Păpușa), din secolul al XIX-lea, scris de Boleslaw Prus. De asemenea, Dukaj se folosește aici în mod repetat de filosofia mushin (fără minte), în măsura înlăturării complete a „sinelui” protagonistului. 

### Colecții de povestiri scurte
W kraju niewiernych
Colecția W kraju niewiernych (În țara necredincioșilor) a apărut la editura SuperNOWA în 2000 și conține povestirile:
- "Ruch Generała" („Generalul de fier” sau „Mișcarea generalului”)

Într-o lume în care magia este tratată cu rigurozitate științifică și care a atins un nivel de dezvoltare a Pământului din secolul XXI, o țară veche, civilizată, se confruntă cu probleme tot mai mari cu un vecin primitiv mai mare.
- "IACTE"

Într-o colonie spațială, există un loc în care visele pot deveni realitate, iar un vânător nativ american reînviat se află pe urmele unui vampir.
- "Irrehaare"

Într-o imersiune completă, într-o realitate virtuală multivers, ceva nu a mers bine. De luni de zile, jucătorii nu se pot deconecta și sunt angajați într-un război împotriva Inteligenței artificiale care încearcă să preia controlul asupra acestui univers virtual. Când apare un jucător nou, ciudat, unul cu abilități puternice, dar care suferă de amnezie, narațiunea se complică rapid.
- "Muchobójca" (Flykiller)

În spațiu și în coloniile spațiale, există fantome. Și acolo unde sunt fantome, se găsesc și exorciști. Cu toate acestea, poate un exorcist terestru să se ocupe de magia care a evoluat în altă parte?
- "Ziemia Chrystusa" (Pământul lui Hristos)

După ce o civilizație a Pământului a descoperit cum să călătorească în universuri paralele, această tehnologie a fost furată de o altă civilizație. Acum există mai multe civilizații paralele, aflate într-un armistițiu incomod, fiecare încercând să subjuge mai multe Pământuri paralele și să câștige acest război rece multidimensional. Când este descoperit un nou Pământ, o expediție este trimisă să-l cerceteze. Iar acest nou Pământ pare cu adevărat unic: Isus nu a murit niciodată și oamenii nu cred în Dumnezeu - tocmai pentru că știu că există ...
- "Katedra" (Catedrala)

Un preot catolic ajunge pe una din lunile lui Jupiter, pentru a investiga un artefact extraterestru care seamănă cu o gigantică catedrală gotică. Povestire ecranizată.
- "Medjugorje" -  Banii pot cumpăra totul?

Un oarecare miliardar crede acest lucru, în timp ce angajează echipe de mercenari care folosesc tehnologie avansată pentru a încerca să „fure” o revelație trimisă de Dumnezeu și să aibă acces doar el la această viziune ...
- "In partibus infidelium"

După ce umanitatea ia contact cu alte civilizații spațiale, creștinismul se răspândește departe. Oamenii devin doar o minoritate printre rândurile credincioșilor și un extraterestru este ales papă... Rețineți că „in partibus infidelium” se traduce prin „în țara necredincioșilor”, care este titlul antologiei în care a fost publicată.
Xavras Wyżryn i inne fikcje narodowe
Colecția Xavras Wyżryn i inne fikcje narodowe (Xavras Wyżryn și alte ficțiuni naționale)  a apărut la editura Wydawnictwo Literackie în 2004 și conține următoarele povestiri:
- "Xavras Wyżryn"

În această istorie alternativă, Uniunea Sovietică a triumfat în războiul polono-sovietic. La mijlocul anilor 1990, un jurnalist american însoțește partizanii polonezi în timp ce capturează un focar nuclear și se îndreaptă cu acesta către Moscova...
- "Sprawa Rudryka Z."  (Cazul lui Rudryk Z.)

Povestea este formată din dialogul dintre acuzatul și al apărătorul din procesul lui Rudryk Zlatk, un dictator macedonean vinovat de multe crime împotriva umanității care a fost reținut de Organizația Națiunilor Unite. Există totuși o mică problemă în privința acuzatului. El este doar una dintre cele 12 clone ale lui Rudryk.
- "Przyjaciel prawdy" (Prietenul adevărului)

Antisemitismul este un subiect dificil. Aceasta este o poveste a unei persoane care ajunge să creadă că evreii au o genetică superioară - și pentru această sugestie este acuzat de antisemitism de prietenii săi.
- "Gotyk" (Gotic)

Istoria alternativă din secolul al XIX-lea, cu un golem ca erou principal al poveștii și continuării științifico-fantastice a lucrării Kordian de Juliusz Słowacki.
Król Bólu
Colecția Król Bólu (Regele durerii) a apărut la editura Wydawnictwo Literackie în 2010 și conține povestirile:
- "Linia Oporu" (Linia de rezistență)

Singularitatea va avea loc sau nu va avea loc, dar oricum toți trăim deja în umbra ei. Într-o societate liberă a abundenței bazată pe economia creativă, singura marfă rară, neprețuită, este sensul vieții. Personajul principal este un „producător” creator al sensurilor vieții: care creează pentru oameni „liniile lor de rezistență”. Pentru ce trăiești, când poți avea totul la dispoziție, inclusiv nemurirea? Romanul este scris într-un stil unic de „narațiune ADHD”, reflectând modul în care percepem realitatea în lumea saturată de informație; numai piesele care au loc în lumile virtuale sunt scrise în stil clasic, „epic”.
- "Oko Potwora" (Ochiul monstrului)

O povestire retro-SF: o aventură spațială în viitor preluată din SF-urile anilor 1950, în special poveștile timpurii ale lui Stanisław Lem. În timpul unei furtuni solare, echipajul unui vechi cargou întâlnește o ciudată inteligență artificială născută din haos, un fel de creier arhaic al lui Boltzmann.
- "Szkoła" (Școală) -

Un cyberpunk întunecat, pesimist. Un copil orfan din America Latină este supus unor experimente științifice, transformându-l în jumătate uman, jumătate extraterestru: o punte mentală, care este singura cale de a „înțelege” extratereștrii. Această poveste poate fi descrisă ca un amestec realizat de Dukaj între Akira, Vânătorul de recompense, Flori pentru Algernon și Portocala mecanică.
- "Aguerre w świcie" (Aguerre în zori)

Oamenii s-au răspândit prin stele, mulțumită gleiotic-ului oameni au puterea de a manipula spațiul-timp. Când unul dintre ei este ucis în mod misterios, ancheta rezultată va zgudui fundamentul civilizației umane, atingându-se astfel probleme precum primul contact și teoria conspirației - desigur, într-o lume după  singularitatea tehnologică.
- "Serce Mroku" (Inima întunericului)

Aceasta este o repovestirii a „Inimii întunericului” de Joseph Conrad, pe o planetă extraterestră, într-o istorie alternativă în care Germania Nazistă a câștigat cel de-Al Doilea Război Mondial. Ani mai târziu, într-un Război Rece, Germania Nazistă, Uniunea Sovietică, Statele Unite ale Americii și Japonia ating capacitatea de zbor interstelar și se luptă pentru controlul unei noi colonii spațiale. Un agent al forțelor speciale germane ajunge pe o planetă și este trimis imediat într-o misiune în sălbăticie pentru a asasina un rebel „Untermensch” (inferior în doctrina nazistă). Nota autorului: cel mai bine de citit cu muzica lui Rammstein în fundal.
- "Crux"

Nanotehnologie futuristă și o povestire neo-sarmatică despre revolta poloneză a ghetoului din orașul interior.
- "Król Bólu i pasikonik" (Regele Durerii și Lăcusta)

Lumea este împărțită între zonele diferitelor genetice artificiale (AG). AG este o armă, o politică, un pașaport și un mediu de evoluție semi-inteligent. Regele Durerii se naște ca o „daună colaterală” a unei AG: neuro-plasticitatea unică îi permite să manipuleze oamenii, dar în același timp provoacă durere constantă în contact cu oamenii și obiectele materiale. Dar funcționează prin corpuri ale altora, „trăiește prin proxy” - întrucât este imposibil să călătorești de la o genetică la alta, oamenii au dezvoltat tehnologia împrumutului și tele-controlul corpurilor altora.
- "Piołunnik" (Pelin)

În epoca Republicii Populare Polone, un agent al poliției secrete se ocupă cu mușamalizarea Cernobîlului - și cu învieri, întrucât entropia se inversează și toată istoria „se micșorează” într-un singur punct, „Polonia veșnică” atemporală.

### Povestiri scurte
- „Złota Galera” (Galera de Aur), „ Fantastyka ” 2/1990, în antologia Jawnogrzesznica, antologia Miłosne dotknięcie nowego wieku, antologia Cartea lui Dedalus a fanteziei poloneze ) - prima povestire a lui Dukaj. Iadul este o navă spațială și se află în coliziune cu Pământul...
- "Smierć matadora" (Moartea unui matador) (Fantastyka 1/1991, antologie Co większe muchy ).
- „Opętani” (Posedat) („Fenix” 1/1991)
- „Książę mroku musi umrzeć” (Prințul întunericului trebuie să moară) („Nowa Fantastyka” 12/1991, traducere maghiară în „Galaktika” 7/1992) - motivul luptei Cerului cu Iadul. Dar este mai puțin este viziune după aceea. Povestea ultimului diavol.
- „Korporacja Mesjasz” (Corporația Messia) (antologie Czarna Msza, Rebis 1992) - Când iadul și afacerile se angajează în război economic...
- „Panie, pobłogosław morderców” (Doamne, binecuvântează ucigașii) („ Fenix ” 2/1993)
- „Wszystkie nasze ciemne sprawy” (Toate faptele noastre întunecate) („Voyager” # 6)
- „Irrehaare” („Nowa Fantastyka” 6,7 / 1995, antologie W kraju niewiernych )
- „Wielkie podzielenie” (The Great Divide) („Nowa Fantastyka” 3/1996)
- „Szkoła” (Școală) („Nowa Fantastyka” 11/1996, antologia Król Bólu )
- „Ziemia Chrystusa” (Pământul lui Hristos) (antologia Wizje alternatywne 2, Zysk i S-ka 1997, antologia W kraju niewiernych )
- „IACTE” (antologia Wizje alternatywne 2, Zysk i S-ka 1997, antologie W kraju niewiernych )
- "Ponieważ kot" (Din cauza pisicii) (antologia Trzynaście kotów )
- "Serce Mroku" (Inima întunericului) ("Nowa Fantastyka" 11/1998, antologia "Król Bólu")
- „Ruch Generała” (Generalul de fier) (antologia W kraju niewiernych, antologia O carte poloneză a monștrilor )
- "Muchobójca" (Flykiller) (antologia W kraju niewiernych )
- "Katedra" (Catedrala) (antologia W kraju niewiernych, album Katedra, traducere cehă în Ikarie 11/2002)
- „Medjugorje” (antologia W kraju niewiernych )
- „In partibus infidelium” (antologia W kraju niewiernych )
- „Gotyk” (Gotic) (antologia Strefa Mroku, antologia Xavras Wyżryn i inne fikcje narodowe )
- "Sprawa Rudryka Z." (Cazul lui Rudryk Z.) (antologia Xavras Wyżryn i inne fikcje narodowe )
- "Przyjaciel prawdy" (Prietenul adevărului) (antologia Xavras Wyżryn i inne fikcje narodowe )
- „Crux” (antologia PL + 50. Historie przyszłości, Wydawnictwo Literackie 2004)
- „Diabeł w strukturze” (Diavolul în structură, antologia Trupy Polskie, Wydawnictwo EMG 2005)
- "Kto napisał Stanisława Lema?" (Ce a scris Stanisław Lem, atașat la ediția din 2008 a A Vacuum Perfect ) - Recenzie a unei cărți fictive din 2071
- „ Linia Oporu ” (Linia de rezistență, antologia Król Bólu )
- „ Oko Potwora ” (Ochiul Monstrului, antologia Król Bólu )
- " Król Bólu i pasikonik " antologia Król Bólu
- „ Piołunnik ” (Pelin, antologia Król Bólu )
- „Portret nietoty” (Portretul unui nonit; antologia Zachcianki )

Există un al șaselea simț, nu o abilitate supranaturală, ci o trăsătură comună tuturor animalelor, cum ar fi mirosul sau atingerea. Dukaj a inventat aici istoria culturii, limbii, medicinei, tehnologiei și artei bazate pe acest simț. Laura este un „nonit”: născută cu un defect care o face incapabilă să folosească acest simț particular. Cu toate acestea, a devenit muză și iubita unui artist care creează artă bazată pe ea (întrucât picturile sunt bazate pe vedere și muzica pe auz). Întreaga viață a Laurei este un exercițiu de „traducere oarbă” de la un simț la altul. Povestirea are niște semne păgâne (care se referă la senzualitatea și sexualitatea precreștină). 
- Vtrko (în antologia Ojciec, Ringier Axel Springer Polska Sp. Z oo 2017)

O povestire despre un american, chemat brusc într-o țară balcanică post-comunistă pentru a prelua moștenirea tatălui său real, din punct de vedere genetic: dictatorul comunist asemănător cu Stalin, un criminal în masă și violator, tată a zeci de ticăloși - o figură finală „tată tiranic”: atât în sens psihologic, cât și sociologic. Limba și cultura Republicii fictive, folosită la scară largă în această povestire, reprezintă un amestec original creat de Dukaj din sârbă, macedoneană și albaneză.

### Traduceri
- Heart of Darkness de Joseph Conrad (Serce ciemnosci) (Wydawnictwo Literackie 2017) -

După cum afirmă Dukaj, „nu este o traducere a Inimii întunericului de Conrad, ci este o lucrare reînnoită în cultura și limba poloneză din secolul al XXI-lea”. Intenția declarată a lui Dukaj a fost de a reveni la semnificațiile originale și la experiențele trăite de Conrad pe vremea când scria Inima întunericului pentru cititorii săi englezi contemporani și să folosească textul doar ca mijloc de finalizare, nu ca obiectiv în sine, adică a realizat o schimbare a structurii, stilului și limbajului textului în funcție de naționalitatea și epoca cititorilor. În timp ce pregătea această cvasi-traducere, Dukaj a lucrat simultan la Experiența literară imersivă Inima întunericului, folosind tehnologia Realității virtuale (printre altele). De reținut că Dukaj a scris deja Inima întunericului (Serce Mroku) ca o povestire SF în 1998.

## Premii
- Medalia de bronz de merit în cultură - Gloria Artis - de la Ministerul Culturii și Patrimoniului Național al Republicii Polonia, 11 decembrie 2013[9]
- Premiul Janusz A. Zajdel

Jacek Dukaj a primat de mai multe ori Premiul Janusz A. Zajdel (cunoscut sub numele de Premiul Sphynx, Nagroda Sfinks, înainte de 2015) 
În 2000, Dukaj a primit premiul pentru povestirea Catedrala. Filmul de scurt metrj de animație bazat pe Catedrala a fost nominalizat în 2002 la Premiul Oscar pentru cel mai bun scurt metraj de animație la a 75-a ediție a premiilor Oscar. Filmul a câștigat premiul pentru cel mai bun scurtmetraj animat la SIGGRAPH 2002 din San Antonio, precum și alte câteva premii. 
În 2001, Dukaj a primit premiul pentru romanul său Oceane Negre. În 2003, Dukaj a primit premiul pentru Alte cântece. În 2004, a primit premiul pentru Perfect Imperfection, în 2007 pentru Gheață  și în 2010 pentru The King of Pain and the Srasshopper.
- Premiul Revistei SFinks Magazine⁠(pl)[traduceți]
  - 1999 (pentru 1998) Romanul polonez al anului, Inima întunericului ( Serce mroku )
  - 2001 (pentru 2000) Cartea anului, În țara infidelilor ( W kraju niewiernych )
  - 2002 (pentru 2001) Cartea anului și romanul polonez al anului, Oceane negre
  - 2004 (pentru 2003) Romanul polonez al anului, Alte cântece
  - 2008 (pentru 2007) Romanul polonez al anului, Gheață
  - 2011 (pentru 1010) Cartea anului: Regele durerii
- Śląkfa, Autorul anului: 2000, 2007, 2009 [10]
- Premiul Żuławski⁠(pl)[traduceți]
  - 2008, premiul principal pentru Gheață
  - 2010, premiu special pentru Wroniec
  - 2011, recunoaștere de aur pentru Linia de rezistență (Linia oporu)
  - 2012, premiul principal pentru science fiction
- Premiul Kościelski : 2008, pentru romanul Gheață[11]
- Premiul Uniunii Europene pentru Literatură : secțiunea poloneză, 2009, pentru romanul Gheață[6]